# Barry Lakin
Barry Lakin (sinh ngày 19 tháng 12 năm 1973) là một cựu cầu thủ bóng đá người Anh thi đấu ở Football League ở vị trí tiền vệ. Hiện tại ông là huấn luyện viên của Stanway Rovers, được bổ nhiệm vào tháng 1 năm 2013.